# Bibersee (Naturschutzgebiet)
Das Gebiet Bibersee ist ein mit Verordnung vom 15. April 1969 durch das Regierungspräsidium Südwürttemberg-Hohenzollern ausgewiesenes Naturschutzgebiet (NSG-Nummer 4.042) im Gebiet der baden-württembergischen Gemeinde Fronreute im Landkreis Ravensburg in Deutschland.

## Lage
Das rund fünf Hektar große Naturschutzgebiet um den namensgebenden Bibersee gehört naturräumlich zum Oberschwäbischen Hügelland. Es gehört zur Blitzenreuter Seenplatte, liegt westlich des Ortsteils Blitzenreute und östlich des Ortsteils Fronhofen auf einer Höhe von 574 m ü. NHN.

## Flora und Fauna

### Flora
Aus der schützenswerten Flora sind unter anderem folgende Pflanzenarten zu nennen:
- Binsenschneide (Cladium mariscus), auch Schneidriedgenannt, eine Sumpfpflanze aus der Familie der Sauergrasgewächse
- Gelbe Teichrose (Nuphar lutea), eine Art aus der Familie der Seerosengewächse
- Gewöhnliche Teichbinse (Schoenoplectus lacustris), auch aus der Familie der Sauergrasgewächse
- Strauß-Gilbweiderich (Lysimachia thyrsiflora), ein bis zu 60 cm hoch wachsender Vertreter der Primelgewächse
- Weiße Seerose (Nymphaea alba), auch aus der Familie der Seerosengewächse

### Fauna
Im Jahr 1990 zählten Aal, Barsch, Brachse, Güster, Hecht, Karpfen, Rotauge, Rotfeder, Schleie und Wels zum Fischbestand des Bibersees, 2000 auch Ukelei und Zander.
Zur schützenswerten Fauna gehören unter anderem folgende Arten:
- Kleines Granatauge (Erythromma viridulum), eine Vertreterin der Familie der Schlanklibellen
- Spitzenfleck (Libellula fulva), eine Art aus der Familie der Segellibellen
- Westliche Keiljungfer (Gomphus pulchellus), eine Libellenart aus der Familie der Flussjungfern